# Upton and Coppingford
Upton and Coppingford – civil parish w Anglii, w Cambridgeshire, w dystrykcie Huntingdonshire. W 2011 roku civil parish liczyła 202 mieszkańców. W obszar civil parish wchodzą także Coppingford i Upton.